# Nehet
Nehet je tvrdé zakončení prstů, které slouží jako ochrana a prostředník přenosu tlaku na prsty s okolím, jelikož umožňuje okolní kůži lépe přenášet informace o dotýkaných věcech. Nehty se vyskytují na všech prstech, a to jak na rukou, tak i nohou. Rychlost růstu nehtů je na rukou zhruba 0,1 mm za den a na nohou 3 až 4x pomalejší. S věkem se růst mírně zpomaluje. Celý pak naroste za 6–12 měsíců (například po stržení). Nehet obvykle dosahuje tloušťky 0,5 až 1 mm.

## Stavba nehtu

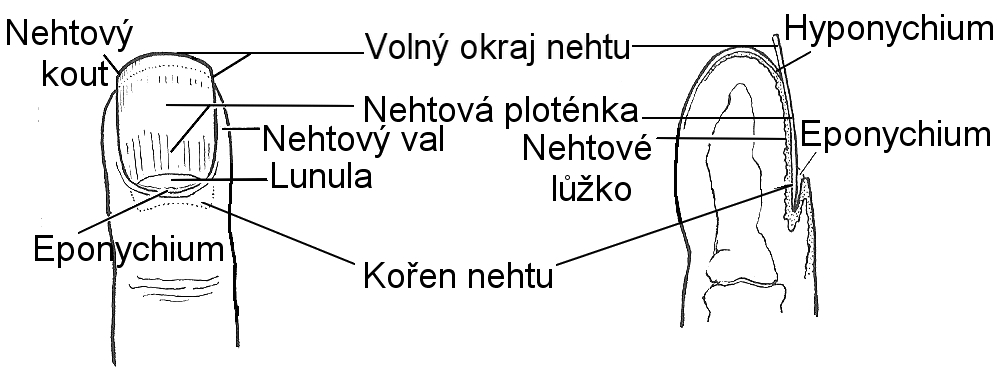
Anatomie konce prstu

Nehet je rohová nehtová ploténka, která je tvořena zrohovatělými buňkami (onychoblasty). Je průhledná, tenká a skládá se ze 3 až 4 různě zrohovatělých (a tvrdých) vrstev, které leží na nehtovém lůžku. Je 0,50 až 0,75 mm tlustá. Skládá se ze tří vrstev: dorzální nehet – tvrdý keratin, intermediální nehet – měkký keratin, ventrální nehet – hyponychiální keratin. Vyrůstá z kořene nehtu a posouvá se po nehtovém lůžku (velmi citlivé) až k volnému okraji nehtu. Vlastní nehet vyrůstá zpod zadního nehtového valu – matrix, která je přímým pokračováním nehtového lůžka. Lůžko nehtu, po které se posouvá nehtová ploténka, je měkká tkáň odpovídající zárodečné vrstvě pokožky.
V dolní části nehtové ploténky je poloměsíčitá skvrna bělavé barvy, nazývaná lunula – měsíček. Zde je nehet nejvíc připevněn a je u každého jednotlivce jinak velký. Nehtová ploténka tu obsahuje množství dutinek, které jsou světlejšího zabarvení. Nehet ohraničují postranní valy. Kožní nehtový val (paronychium) přirůstá k nehtu nadnehtovou kůžičku (v oblasti lunuly se nazývá eponychium, pod volným okrajem nehtu zpředu hyponychium). Spojení nehtu s lůžkem obstarává v kořenové matrix i na klenbě valu nedokonale zrohovatělá vrstva epidermální, která se nazývá "lůžkový nehet". Jeho rohové buňky mají dosti tuku, proto je měkký.

## Role v lidské kultuře
Lidé si nehty většinou zakracují, aby se jim neulamovaly. Ve staré Číně bylo módní lakování nehtů, které se nosily dlouhé i několik centimetrů. Ochranu před zlomením zajišťovala stříbrná, umělecky zdobená pouzdra. Vysoce postavené ženy si nehty nestříhaly vůbec na znamení toho, že nemusí pracovat. I v současnosti (2022) si nehty, zkrášlují především ženy. Kromě laků se používají různé umělé nehty jako nalepovací prodloužení.

## Onemocnění nehtů
Nehty bývají velice často postihovány nemocemi nejrůznějších charakterů. Mnohdy se jedná o poruchy růstu, které jsou většinou zapříčiněny genetickými dispozicemi. Poměrně běžné jsou plísně (onychomykóza). Nejznámějším, někdy však neprávem opomíjeným problémem je patrně zarostlý nehet do kůže (lat. unguis incarnatus, jinak onychokryptóza). Kolem tohoto onemocnění koluje velké množství chybných informací. Léčení (např. prostřednictvím špon na nehty) vyžaduje individuální přístup, jelikož každý nehet je jiný, a tak některé postupy nemusí vždy zaručeně fungovat.

## Okusování nehtů
Poměrně rozšířeným zlozvykem mezi dětmi a teenagery je okusování nehtů, které (podle věku) může provádět až 30–45 % dětí.